# Batalha de Santiago
A "Batalha de Santiago" é como ficou conhecido o jogo entre o Chile e a Itália, realizado em 2 de junho de 1962, válido da fase de Grupos da Copa do Mundo de 1962.
O jogo entrou para a história como a partida mais violenta da história das Copas. O Chile venceu por 2 a 0 e se classificou para as quartas de final.
É considerado uma das inspirações para a implementação dos Cartão amarelo e Cartão vermelho no futebol.

## Antecedentes
Em junho de 1956, no congresso da FIFA realizado em Lisboa, Argentina e Chile apresentaram candidaturas para a organização da Copa do Mundo FIFA de 1962. Enquanto a Argentina garantia já ter a estrutura pronta para sediar a competição, o Chile alegou que a competição serviria para desenvolver o país, com o presidente Carlos Ibáñez del Campo prometendo pesados investimentos em infraestrutura. O lema da candidatura chilena foi: “Porque não temos nada, então faremos tudo”. O Chile foi o escolhido de 32 dos votantes, a Argentina recebeu apenas 10 votos, e 14 votaram em branco.
Porém devido ao Sismo de Valdivia de 1960, um terremoto que atingiu o grau 9 da escala Richter, o Chile ficou arrasado e a copa seriamente ameaçada. Num clima de comoção popular, quatro sedes no sul do país foram descartadas (Talca, Concepción, Talcahuano e Valdivia), e o Chile decidiu seguir adiante com a organização da competição. O presidente do Chile, Jorge Alessandri declarou: "O Mundial, senhores, será no Chile, sim ou sim".

### Os relatos italianos
Nos dias que antecederam a Copa do Mundo, dois correspondentes italianos, o repórter Corrado Pizzinelli do jornal La Nazione, e Antonio Ghirelli, do Corriere della Sera publicaram relatos sobre a vida no Chile. Eles falavam de populações miseráveis, de extrema miséria, de problemas cotidianos que afetavam os turistas, da prostituição. "O Chile é um triste símbolo das diferenças humanas e uma vida afetada por todos os males", disse, entre outras coisas, Pizzinelli.
«Os telefones não funcionam, os táxis são tão raros como maridos fiéis, um telegrama para a Europa custa um braço e uma perna, e uma carta demora cinco dias a chegar», escreveram, acrescentando: «Santiago é horrível».

### A reação nacionalista
Os artigos foram enviados a Santiago pela embaixada chilena em Roma, o governo os repassou para a mídia local e, gerou uma reação nacionalista e patriótica que tinha apenas um propósito: "Colocar os italianos em seu lugar". Veículos de rádio e jornal fizeram campanha para "responder ao insulto" dos italianos. A delegação italiana tentou serenar os ânimos nas conferências de imprensa, além de terem depositado flores nas tumbas dos heróis chilenos. Os buquês de flores entregues ao público no dia da partida foram devolvidos aos jogadores entre escarro, moedas e frutas.
Por questões de segurança, os dois jornalistas foram embora do país ainda antes desse dia 2 de junho, data do jogo entre Itália e Chile.

## O jogo
O Catenaccio ainda não havia sido introduzido no futebol e ambos os times jogaram com cinco atacantes. Os quase 70 mil torcedores assistiram a uma sucessão de agressões que resultou em apenas duas expulsões.
O primeiro incidente ocorre aos seis minutos. O italiano Humberto Maschio derruba Leonel Sánchez. Apenas um minuto depois, os chilenos se vingam e derrubam Humberto Maschio. O árbitro, ocupado expulsando os fotógrafos que invadiram o gramado, não pode acompanhar o desenvolvimento da briga e expulsa o italiano Giorgio Ferrini, que havia distribuído um soco ocasional, mas não tinha sido o único. O jogador se recusa a deixar o campo e a Polícia intervém. O jogo fica paralisado por oito minutos.
Em breve outra agressão ocorre: o italiano Mario David recebe um golpe no maxilar e passa dois minutos no chão. Quando o jogo recomeça, ele também quer sua vingança e chuta o pescoço de Leonel Sánchez, que permanece imóvel no chão. O italiano é expulso pouco antes do intervalo. Sua equipe fica com nove jogadores e os chilenos conseguem aumentar o placar para a final por 2-0 no segundo tempo.
A equipe anfitriã torna-se a primeira qualificada para as oitavas-de-final, enquanto a Itália é eliminada na fase de grupos. Os italianos se queixaram que as agressões que cometeram foram punidas, mas as que os jogadores chilenos fizeram passaram impune.

## Pós jogo
«Eu esperava um jogo difícil, mas não um encontro impossível. Tive que dar o meu melhor», disse, tempos depois, o árbitro Ken Ashton em entrevista. «Pensei em terminar o jogo antes do tempo, mas não conseguiria garantir condições de segurança para os jogadores italianos nesse caso. Por isso, fui até ao fim, só não dei tempo de desconto», frisou.
David Coleman fez a apresentação deste jogo quando foi retransmitido pela televisão britânica: "Boa noite. O jogo que você está prestes a ver é a mais estúpida, horrenda, repugnante e infame exibição de futebol, possivelmente na história do jogo". Robert Vergne, autor do livro de ouro da Copa do Mundo, descreveu o jogo como "o exemplo de uma partida ofensiva, horripilante e insuportável". O jornal inglês Daily Mirror escreveu: "O campo rapidamente se tornou em um campo de batalha, quando os jogadores esqueceram a bola e se concentraram em chutar o adversário mais próximo".
A mídia italiana culpou o árbitro Ken Ashton pela derrota. A capa do Corriere dello Sport teve a manchete: "Fraude na Copa", enquanto o Corriere Sportivo, ao lado da foto de Aston, escreveu: "Graças a este árbitro: roubo em Santiago. Escândalo da Copa do Mundo. Só assim eles poderiam ganhar".
O jogo virou um Livro-reportagem na Itália: La battaglia di Santiago escrito por Alberto Facchinetti em 2012.

## Detalhes
| 2 de Junho de 1962 | Chile                  | 2–0       | Itália | Estadio Nacional, Santiago                                                                    |
| 15:00 CLT          | Ramírez 73' · Toro 87' | Relatório |        | Público: 66,057 Árbitro: Ken Aston Árbitros assistentes: Leo Goldstein Fernando Buergo Elcuaz |

| Chile | Itália |

| GK             | 1  | Misael Escuti     |
| DF             | 2  | Luis Eyzaguirre   |
| DF             | 3  | Raúl Sánchez      |
| DF             | 4  | Sergio Navarro    |
| DF             | 5  | Carlos Contreras  |
| MF             | 6  | Eladio Rojas      |
| FW             | 7  | Jaime Ramírez     |
| MF             | 8  | Jorge Toro        |
| FW             | 9  | Honorino Landa    |
| FW             | 10 | Alberto Fouilloux |
| MF             | 11 | Leonel Sánchez    |
| Técnico:       |    |                   |
| Fernando Riera |    |                   |

| GK          | 12 | Carlo Mattrel        |     |
| DF          | 4  | Sandro Salvadore     |     |
| FW          | 7  | Bruno Mora           |     |
| FW          | 8  | Humberto Maschio     |     |
| FW          | 9  | José Altafini        |     |
| FW          | 11 | Giampaolo Menichelli |     |
| DF          | 16 | Enzo Robotti         |     |
| DF          | 18 | Mario David          | 41' |
| DF          | 19 | Francesco Janich     |     |
| MF          | 20 | Paride Tumburus      |     |
| MF          | 21 | Giorgio Ferrini      | 12' |
| Técnico:    |    |                      |     |
| Paolo Mazza |    |                      |     |